# Karol Bacz

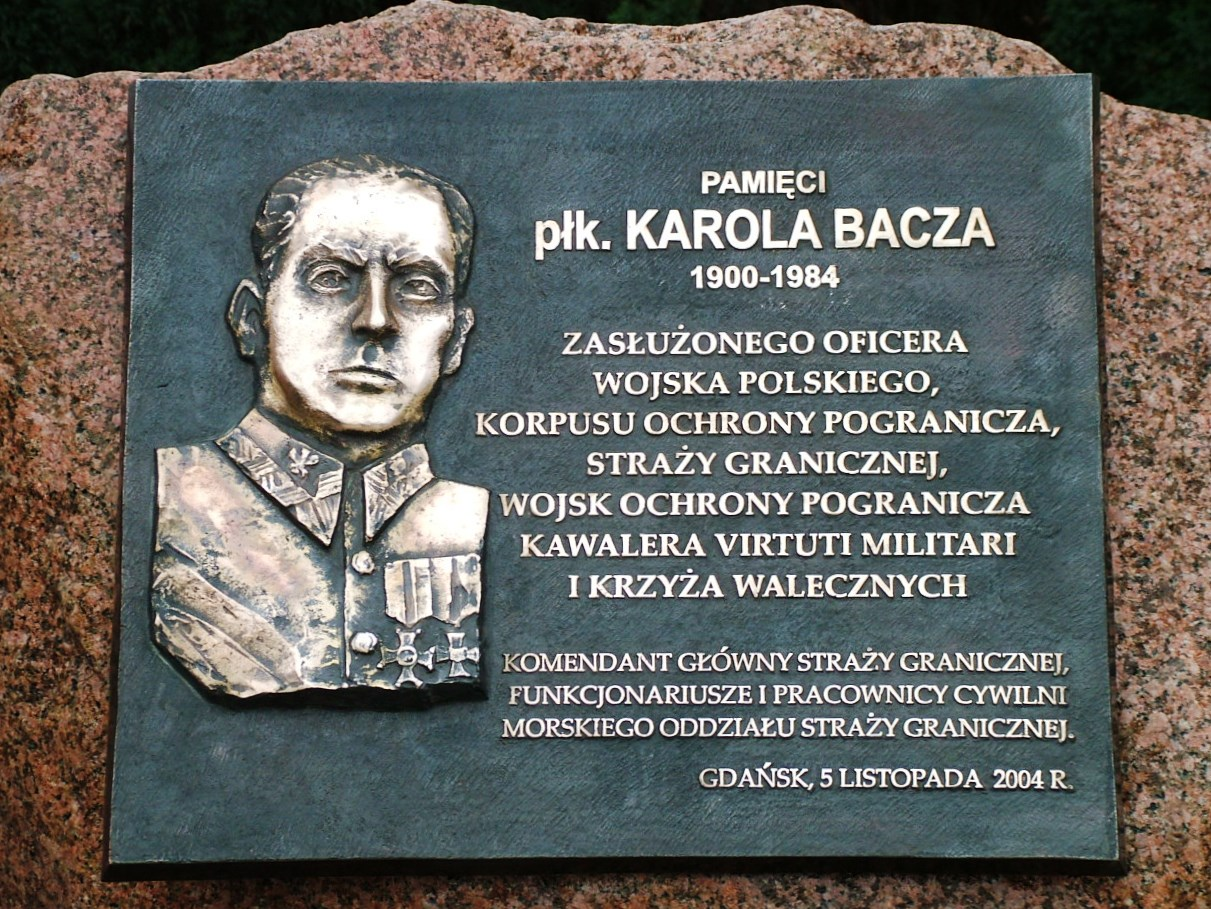
Tablica upamiętniająca Karola Bacza

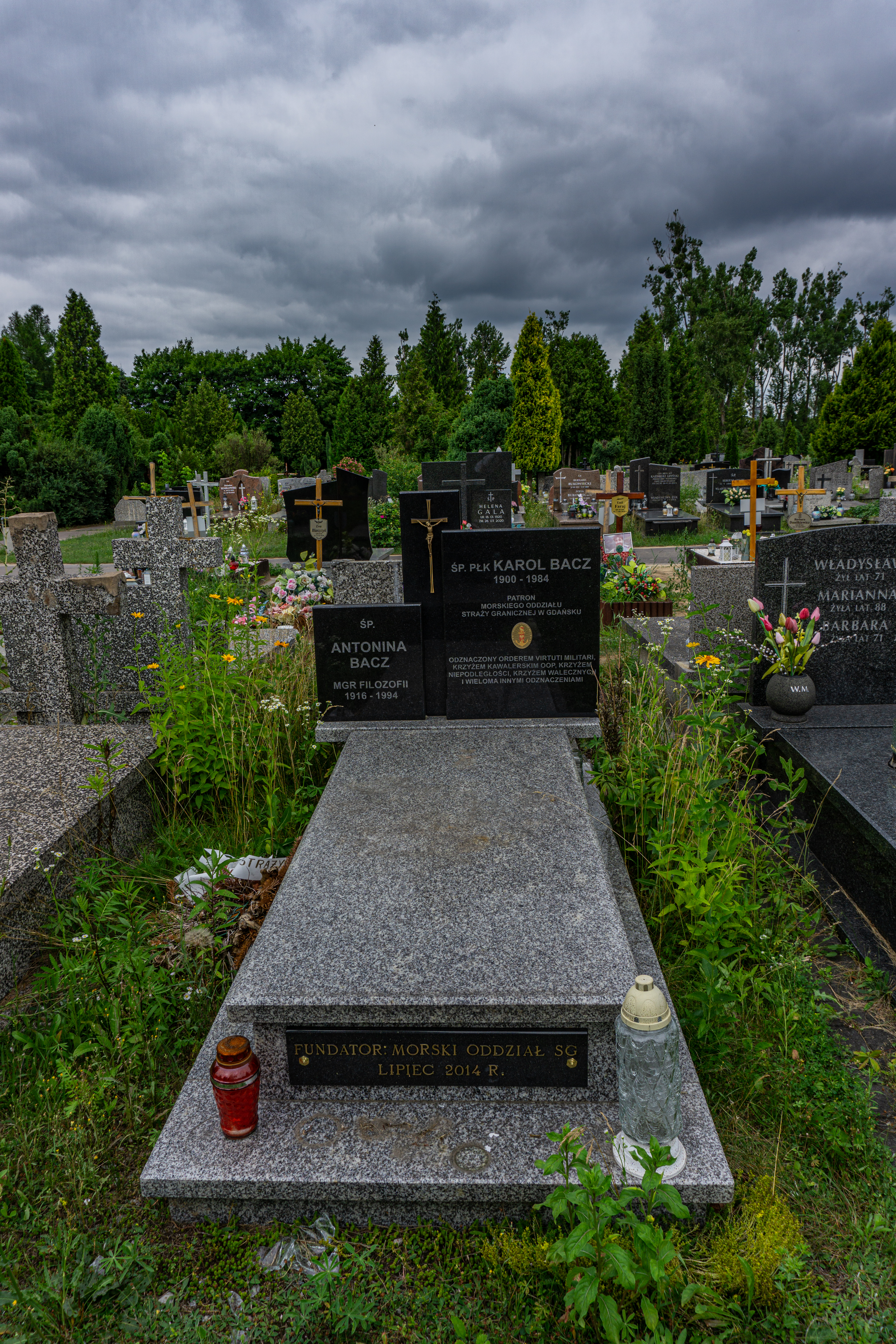
Grób Karola Bacza na cmentarzu komunalnym Północnym w Warszawie

Karol Józef Bacz (ur. 18 października 1900 w Krakowie, zm. 23 listopada 1984 w Warszawie) – pułkownik Wojska Polskiego, działacz niepodległościowy, kawaler Orderu Virtuti Militari.

## Życiorys
Urodził się 18 października 1900 w Krakowie, w rodzinie Wincentego, pracownika kolei, i Zofii Ciapały. Był piątym z sześciorga ich dzieci. W latach 1907–1911 uczęszczał do szkoły powszechnej św. Floriana, a od 1911 uczył się w Gimnazjum św. Anny.
Po wybuchu I wojny światowej przerwał naukę i 5 lutego 1915 wstąpił jako ochotnik do Legionów Polskich. Zataił przy tym swój wiek, podając o rok wcześniejszą datę urodzenia. Do 1917 służył w 5 pułku piechoty Legionów. Po kryzysie przysięgowym został przeniesiony do c. i k. 13 pułku piechoty. W czerwcu 1918 ukończył Szkołę Oficerów Rezerwy c. i k. I Korpusu w Opawie i do końca wojny służył jako dowódca plutonu w 7 kompanii c. i k. 100 pułku piechoty.
10 listopada 1918 powrócił do 5 pp Leg. formującego się Wojska Polskiego. Po promocji do stopnia sierżanta, w lutym 1919 został przeniesiony do 1 pułku piechoty Legionów. Służył w nim jako dowódca plutonu, jeszcze w tym samym roku awansując na stopień podporucznika, a w kwietniu 1920 porucznika. Wziął udział w wojnie polsko-bolszewickiej, wyróżniając się odwagą w walkach: pod Józefowem 3 stycznia, Parczewem 16 sierpnia, w Białymstoku 22 sierpnia, pod Lidą 27 września i nad Serweczem 14 października 1920.
Po zakończeniu wojny polsko-bolszewickiej Karol Bacz powrócił do nauki w Gimnazjum św. Anny w Krakowie. Po zaliczeniu egzaminu dojrzałości odbył dwa kursy szkoleniowe dla oficerów w Szkole Podchorążych Piechoty. W październiku 1922 został dowódcą kompanii w 1 pp Leg. 31 marca 1924 awansował do stopnia kapitana ze starszeństwem z dniem 1 lipca 1923 i 159. lokatą w korpusie oficerów piechoty. Z dniem 20 października 1924 został przeniesiony do organizującego się Korpusu Ochrony Pogranicza. W 5 batalionie granicznym pełnił kolejno funkcję dowódcy kompanii i kwatermistrza batalionu, tymczasowo również szefa sztabu 3 Brygady Ochrony Pogranicza. Do połowy 1929 służył w Korpusie Ochrony Pogranicza.
W kwietniu 1929 został przeniesiony z KOP do Biura Personalnego Ministerstwa Spraw Wojskowych w Warszawie na stanowisko kierownika referatu. W lipcu 1931 został przeniesiony do 20 pułku piechoty w Krakowie na stanowisko dowódcy kompanii szkolnej. W marcu 1933 dowodził 2. kompanią ckm. Pracował tymczasowo w Wojskowym Sądzie Rejonowym w Krakowie. Z dniem 1 lipca 1935 został przydzielony do Straży Granicznej na sześciomiesięczną praktykę. Praktykę odbył w Inspektoracie Granicznym nr 5 w Gdyni. Zaowocowała ona decyzją o odejściu z wojska (oficjalnie motywowaną względami zdrowotnymi) i związaniu się z nową formacją. Na stopień majora został mianowany ze starszeństwem z dniem 1 stycznia 1936 i 11. lokatą w korpusie oficerów piechoty.
Formalnie przeniesiony w stan spoczynku z dniem 30 kwietnia 1936, major Bacz tego samego dnia został mianowany inspektorem Straży Granicznej i kierownikiem Inspektoratu Granicznego Gdynia. Od lipca 1937 do października 1938 pełnił obowiązki kierownika Pomorskiego Inspektoratu Okręgowego SG w Bydgoszczy. Następnie został mianowany komendantem Śląskiego Okręgu SG w Katowicach. Jeszcze w 1937 za swą pracę w Straży Granicznej został odznaczony Krzyżem Kawalerskim Orderu Odrodzenia Polski.
Podczas kampanii wrześniowej Karol Bacz uczestniczył w walkach granicznych na Śląsku, następnie dowodził batalionem w starciach w okolicy Rawy Ruskiej, gdzie dostał się do niewoli niemieckiej. W październiku uciekł z transportu jeńców i przedostał się do Krakowa. Aresztowany 9 listopada 1939 podczas łapanki, do stycznia 1940 był więziony przy Montelupich. W latach 1943−1945 był, pod pseudonimem „Górski”, oficerem łącznikowym konspiracyjnej Polskiej Armii Ludowej.
W 1945 zgłosił swój akces do Wojska Polskiego. Od października został, w stopniu podpułkownika, szefem formowanego Wydziału Wojsk Ochrony Pogranicza Dowództwa Okręgu Wojskowego nr II w Toruniu. W ciągu następnych kilku miesięcy nadzorował organizację struktur WOP na podległym sobie terenie, przyczyniając się do ich sprawnego funkcjonowania na terenie Pomorza. Intensywna służba spowodowała jednak nasilenie się choroby serca. 17 lipca 1946 Karol Bacz został awansowany na pułkownika, we wrześniu odznaczony Złotym Krzyżem Zasługi. 8 października tego roku objął dowództwo 12 Gdańskiego Oddziału WOP. Jednak już w następnym roku, na fali czystek i wobec nieufności władz w stosunku do przedwojennych oficerów Wojska Polskiego i Korpusu Ochrony Pogranicza, został 28 maja 1947 zwolniony ze służby wojskowej, bez określenia przyczyn.
Już jako osoba cywilna został przewodniczącym gdańskiego Zarządu Okręgowego Związku Inwalidów Wojennych. W 1948 usunięto go z Polskiej Partii Socjalistycznej, za „odchylenie prawicowe”, a w styczniu 1949 zwolniono ze stanowiska. Przez kilka miesięcy pracował jako dyrektor Portowych Zakładów Sanitarnych, następnie jako kierownik wydziału w Miejskim Przedsiębiorstwie Remontowo-Budowlanym w Gdyni. Dopiero w 1956 przyznano mu prawo do emerytury wojskowej. W 1958, wraz z poślubioną 3 lata wcześniej Antoniną Kaufer, przeprowadził się do Warszawy, gdzie został sekretarzem generalnym Związku Inwalidów Wojennych PRL, a od kwietnia 1959 do przejścia na emeryturę w 1970 pracował w Spółdzielni Inwalidów „Świt”. 13 lipca 1971 został drugi raz odznaczony Krzyżem Kawalerskim Orderu Odrodzenia Polski.
Zmarł 23 listopada 1984 i został pochowany na cmentarzu Północnym na Wólce Węglowej w Warszawie (kwatera W-II-9-2-6).
5 listopada 2004 imię pułkownika Karola Bacza otrzymał Morski Oddział Straży Granicznej w Gdańsku.

## Ordery i odznaczenia
- Krzyż Srebrny Orderu Wojskowego Virtuti Militari nr 582[12] – 1921[13]
- Krzyż Niepodległości – 17 marca 1938 „za pracę w dziele odzyskania niepodległości”[14] zamiast uprzednio nadanego Medalu Niepodległości[15]
- Krzyż Kawalerski Orderu Odrodzenia Polski po raz pierwszy – 11 listopada 1937 „za zasługi w służbie Straży Granicznej”[16]
- Krzyż Kawalerski Orderu Odrodzenia Polski po raz drugi – 13 lipca 1971
- Krzyż Walecznych – 10 stycznia 1921
- Złoty Krzyż Zasługi – wrzesień 1946
- Srebrny Krzyż Zasługi – 2 września 1929 „za zasługi w służbie granicznej”[17]
- Medal Pamiątkowy za Wojnę 1918–1921
- Medal Dziesięciolecia Odzyskanej Niepodległości
- Medal Zwycięstwa i Wolności 1945
- Odznaka „Za wierną służbę”
- Odznaka pamiątkowa Korpusu Ochrony Pogranicza (1936)
- Odznaka pamiątkowa „Wilno Wielkanoc 1919”
- Brązowy Medal Waleczności (Austro-Węgry)
- Medal 10 Rocznicy Wojny Niepodległościowej (Łotwa)[18]